# E136号線
E136号線 (E136ごうせん、英: European route E136) は、ノルウェイのムーレ・オ・ロムスダール県およびオップラン県にある欧州自動車道路のBクラス幹線道路。ノルウェイ西岸のオーレスンを起点に、Romsdalen 渓谷・Gudbrandsdalen渓谷を抜けて、ドンボースを結ぶ。

## 経路

### ムーレ・オ・ロムスダール県

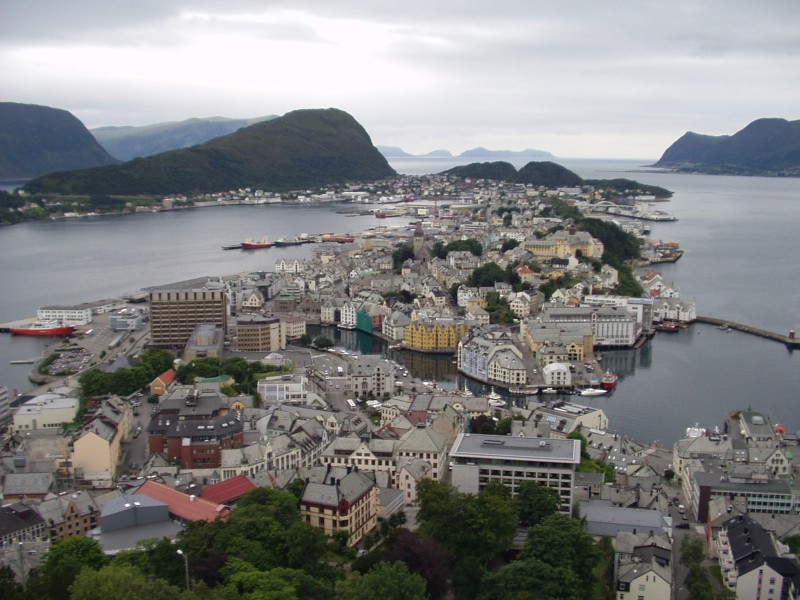
オーレスン

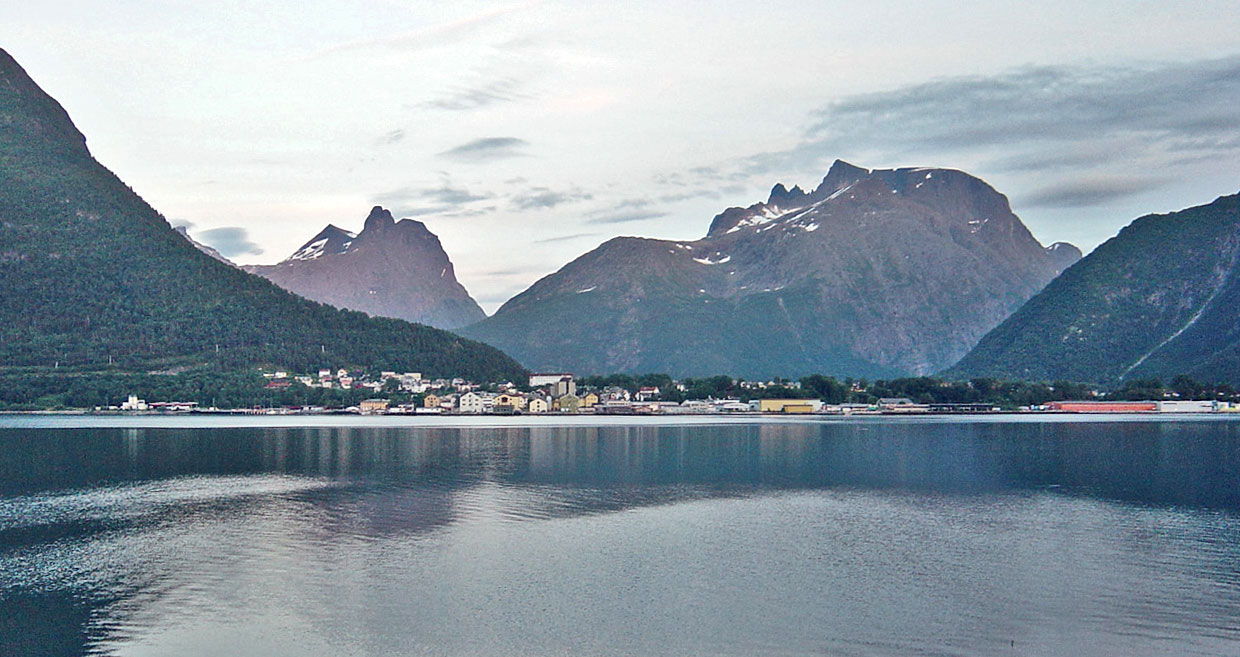
オンダールスネス

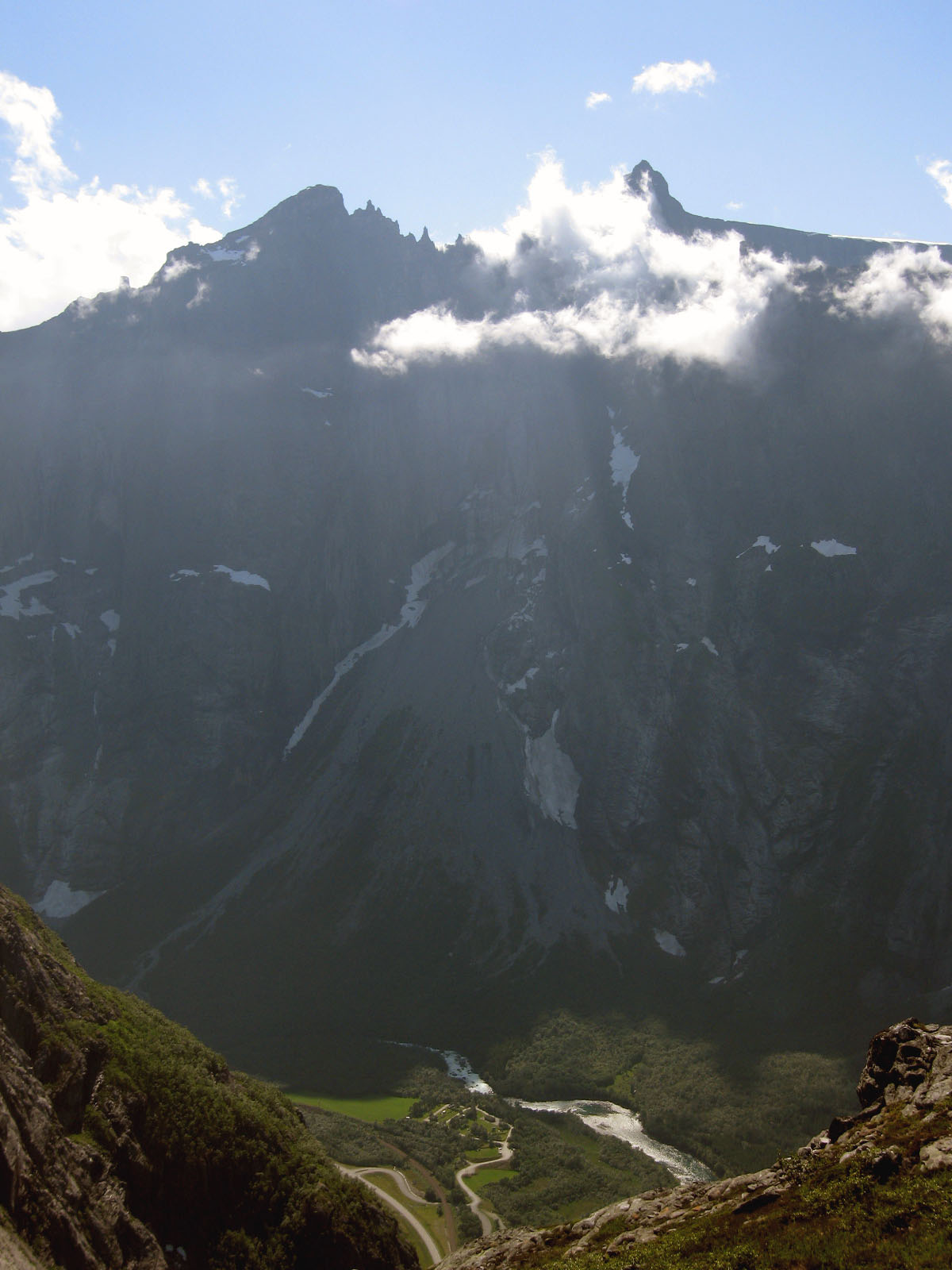
ロムスダール側のトロールウォール

#### オーレスン
- 658

```
オーレスン, 
オーレスン・ヴィグラ 空港
へ通じる
```

- E39 Spjelkavik (VestnesにあるSkorgaまで、E136号線と共用)
- Sørnes Tunnel (236 m)

#### Skodje
111
```
Brusdal
```

#### Ørskog
- 650

```
Sjøholt
```

#### Vestnes
- E39 Skorga (オーレスンのSpjelkavik から E136号線と共用)
- トレスフィヨルデンを越えるTresfjord Bridge (Opens in 2014-2015)[2]

#### Rauma
- Vågstrand Tunnel (3,665 m) (Opens in 2014)[2]
- Måndal Tunnel (2,080 m)
- インフィヨルドトンネル (6,594 m)
- ラウマ川を越えるラウマ橋  (140 m)

64
```
オンダルスネス
```

63
```
Sogge Bridge (オンダルスネス)
```

### オップラン県

#### Lesja
476
```
Lesja
```

### = Dovre
- E6 ドンボース